# Reid Bluff
Das Reid Bluff ist ein 2040 m hohes Kliff in der antarktischen Ross Dependency. In den Churchill Mountains ragt es am Kopfende des Donnally-Gletschers auf.
Das Advisory Committee on Antarctic Names benannte es 2003 nach dem neuseeländischen Biologen Brian Edward Reid, der 1959 zur Überwinterungsmannschaft am Kap Hallett gehört hatte und dabei am Projekt zur Erforschung des Erdmagnetfelds beteiligt war.